# Federico Olmeda
Federico Olmeda San José (Burgo de Osma, 18 de julio de 1865-Madrid, 12 de febrero de 1909) fue un folclorista, músico y presbítero español. Dedicado al folclore castellano, y muy especialmente al burgalés.
Estudió música con León Lobera y Damián Sanz. Organista de la catedral de Tudela en 1887 y de la catedral de Burgos de 1888 a 1907.
Es en Burgos donde realiza su mayor labor profesional y artística destacando la dedicada a la música. Entre sus dedicaciones musicales se encuentran la de director de la Academia Municipal de Música Salinas (1893), director artístico del Orfeón Burgalés (1894), de la Banda de Música Círculo Católico de Obreros de Burgos (hoy Círculo Musical Burgos) y de la sociedad coral e instrumental Orfeón Santa Cecilia del Círculo Católico de Obreros de Burgos (1900); además de profesor de música del Círculo Católico de Obreros de Burgos. Fundó también las revistas Liga Orgánica (1902) y Voz de la Música (1907).
En 1907, Olmeda fue nombrado maestro de capilla del monasterio de las Descalzas Reales de Madrid, donde murió en 1909. Además de su cancionero Folk-lore de Castilla o Cancionero popular de Burgos (premiado en 1902 y publicado en 1903), el padre Olmeda fue autor de diversas obras para órgano, cuatro misas, un Método de canto llano inédito y una memoria de viaje a Santiago de Compostela, de 1895, que incluye un estudio del Codex Calixtinus. Olmeda escogió entre 600 melodías de la provincia de Burgos (y también de las de Santander, Logroño, Palencia, Valladolid y Soria) las 308 transcripciones de su cancionero. Las referencias a los informantes y localidades de recogida son muy escasas en el texto.
En esta obra, Folk-lore de Castilla o Cancionero popular de Burgos, están representados por muchísimos pueblos los partidos de Salas de los Infantes, Burgos, Lerma, Aranda de Duero, Roa, Villadiego, Castrojeriz, Villarcayo, Sedano, Briviesca, Miranda de Ebro y Belorado. Contiene unas 280 canciones.
Hizo una recopilación de canciones de la Guerra de la Independencia (1808-1814), publicada inicialmente en La Ilustración Española y Americana, en 1908, y reeditada por el folclorista Joaquín Díaz en 2003.

## Obras

### Composiciones
- Cuarteto de cuerda en Mi bemol mayor (Burgos, 1891). El tercer movimiento de este cuarteto compuesto por Olmeda fue plagiado por Gonzalo Castrillo Hernández (1875-1957), maestro de capilla de la catedral de Palencia.

### Libros
- Promptuario de solfeo en preguntas y respuestas, ó sea la sola teoría del solfeo. Burgos: Imp. de Anselmo Revilla. 1894.
- Solfeo elemental, ó sea extracto del Gran Método de Solfeo fundamental. Madrid: Casa Romero. 1894.
- Memoria de un viaje a Santiago de Galicia. Burgos: Imprenta y estereotipia de Polo. 1895.
- Discurso sobre la orquesta religiosa. Burgos: Imp. del Diario de Burgos. 1896.
- El nuevo partido católico, o exposición de los pensamientos de un católico español, hechos por él mismo en punto a la unión de los católicos. Burgos: Imp. y Lib. del Centro Católico. 1899.
- Folk-Lore de Castilla o Cancionero popular de Burgos. Sevilla: Librería editorial de María Auxiliadora. 1903. Archivado desde el original el 6 de octubre de 2012. Consultado el 11 de julio de 2012.
- Comentario sobre el Motu Proprio de Su Santidad Pío X en cuanto a la Orquesta Religiosa. Burgos: Imp. de Cariñena. 1904.
- Pío X y el canto romano, o aplicación práctica del código jurídico de Su Santidad Pío X (del 22 de noviembre de 1903) sobre la música sagrada en cuanto al canto gregoriano. Burgos: Tip. de El Monte Carmelo. 1904.
- El Kyriale vaticano, los Benedictinos y la notación del canto gregoriano. Madrid: Imprenta del Asilo de Huérfanos del Sagrado Corazón de Jesús. 1906.
- Estudio de la música sagrada en las parroquias. Burgos: Imprenta y Librería del Círculo Católico. 1907.

### Artículos
- «¿Qué es música?». Ilustración Musical Hispano-Americana (Barcelona) (58 y 59): 275 y 278; 283 y 286. 1890.
- «Juicios críticos acerca del arte del canto llano emitidos por eminencias contemporáneas en música». La Verdad (Burgos). 19, 21, 22, 23 y 26 de febrero, 3 y 5 de marzo de 1890.
- «El plan de unas oposiciones a Maestro de Capilla». Boletín musical y de artes plásticas (Madrid) IV: 275-280. 1896.
- «Antonio Eximeno». Boletín musical y de artes plásticas (Madrid) (79): 100-110. 10 de enero de 1897.
- «Una exposición». Diario de Burgos (Burgos): 2. 20 de marzo de 1897.
- «Sobre la historia y arqueología músico-hispana». Boletín musical y de artes plásticas (Madrid): 7. 1897.
- «Alocución del director del Orfeón Santa Cecilia a sus orfeonistas». Diario de Burgos (Burgos): 1-2. 29 de agosto de 1902.
- «La música de nuestro Boletín». Liga Orgánica (Burgos) (1): 4-5. 10 de octubre de 1902.
- «A un Benedictino de Silos. Asuntos de música sagrada. Homofonía vocal sagrada». España y América (Madrid): Año III, tomo II (1905),pp. 380-386 y 523-530; año III, tomo III (1905), pp. 29-38, 80-88, 193-203 y 370-380; año IV, tomo I (1906), pp. 180-188, 259-266, 349-354, 420-428 y 610-615; año IV, tomo II (1906), pp. 24-30 y 516-520; año IV, tomo III (1906), pp. 492-499; año V, tomo I (1907), pp. 230-233 y 318-332.
- «El Kiriale Vaticano, los Benedictinos y la notación del canto gregoriano». España y América (Madrid) IV (II): 114-120 y 182-189. 1906. También publicado como separata en El Kiriale Vaticano, los Benedictinos y la notación del canto gregoriano. Madrid: Imprenta del Asilo de Huérfanos del Sagrado Corazón de Jesús. 1906, 30 pp.
- «De la ejecución de la música religiosa». Voz de la Música (Burgos) (6): 1-3. 1907.
- «Entre las actuales notaciones de canto gregoriano, ¿deben preferirse las que tienen signos rítmicos o las que carecen de ellos?». Voz de la Música (Burgos) (4-5): 5-11. 1907.
- «Interpretación del número 24 del Motu Proprio de Pío X. Sobre música sagrada y las Comisiones Diocesanas de ídem». Voz de la Música (Burgos) (4-5): 1-5. 1907.
- «La música sagrada en las parroquias». España y América (Madrid) V (III): 199-213. 1907. Publicado también como separata bajo el título Estudio de la música sagrada en las parroquias. Burgos: Imprenta y Librería del Centro Católico. 1907, 30 pp.
- «Nuestro programa». Voz de la Música (Burgos) (1): 2-8. 1907.
- «El Oratorio Moisés, del Maestro Lorenzo Perosi». España y América (Madrid) V (I): 403-408. 1907.
- «La primera sección de la música religiosa de Voz de la Música». Voz de la Música (Burgos) (3): 1-4. 1907.
- «Supremo modelo de música religiosa». Voz de la Música (Burgos) (2): 2-3. 1907.
- «Canciones populares de la Guerra de la Independencia». La Ilustración Española y Americana (Madrid) (XXXII): 129-132. 30 de agosto de 1908.
- «La canción popular antigua A la Inmaculada del número 6 de nuestra Revista y rectificación de la equivocación de Música Sacra de Valladolid». Voz de la Música (Madrid) (7): 1-5. 1908.
- «De la popularidad del canto gregoriano». España y América (Madrid) VI (III): 316-324. 1908. Publicado también en Voz de la Música (Madrid) (9 y 10): 20-21 y 25-28. 1908.
- «Ley general de la música religiosa en el Motu Proprio de N.S.P. Pío X sobre música sagrada». España y América (Madrid), año VI, tomo IV (1908), pp. 222-238 y 300-309; año VII, tomo I (1909), pp. 123-133. También publicado incompleto en Voz de la Música (Madrid), n.º 11 (1908), pp. 33-35; n.º 12 (1908), pp. 41-43; y n.º 13 (1909), pp. 49-56.